# Église Saint-Jean-Baptiste de Coyoacán
Pour les articles homonymes, voir Saint-Jean-Baptiste et Église Saint-Jean-Baptiste.

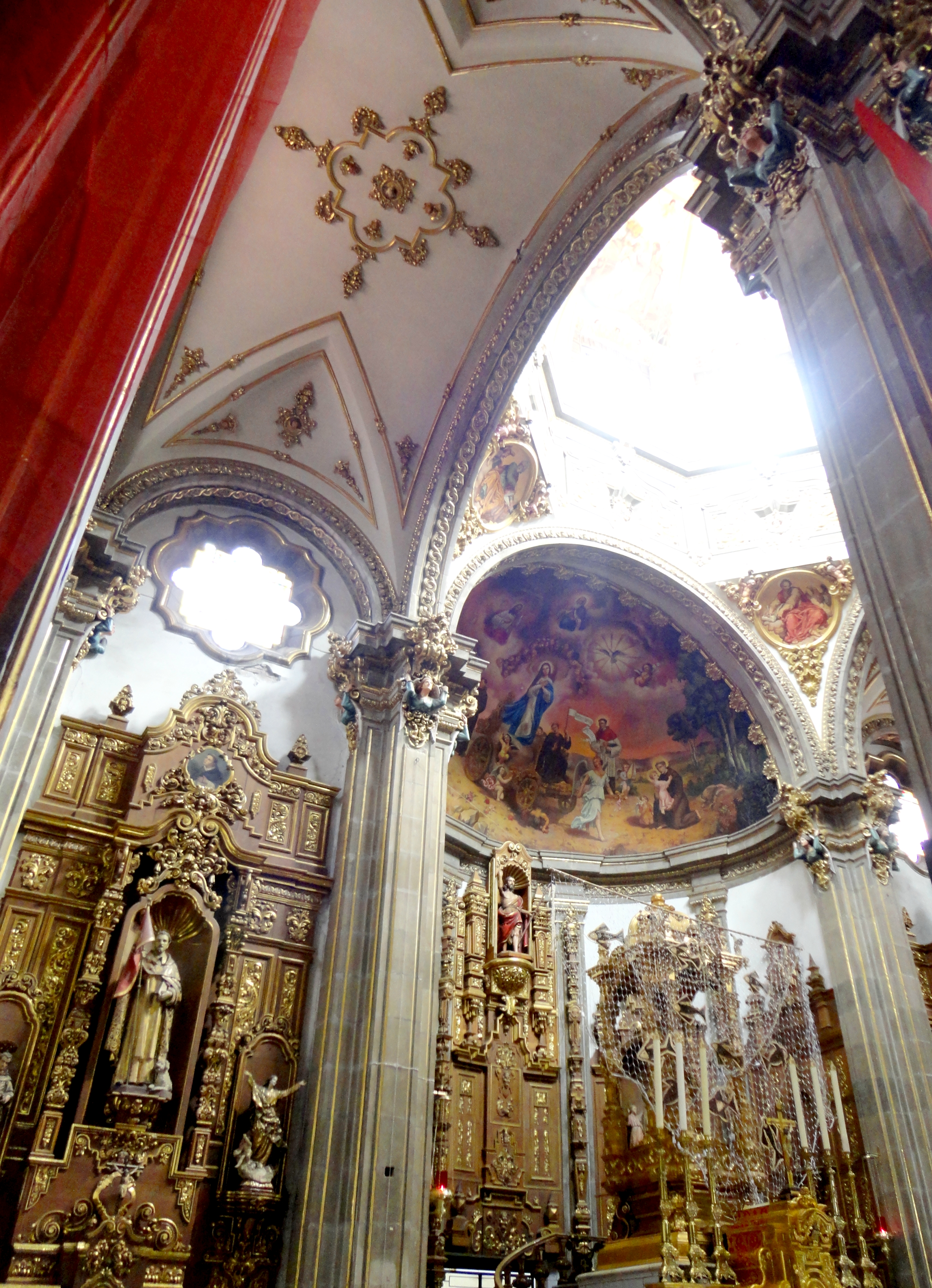
Intérieur de l'Eglise.

L'église Saint-Jean-Baptiste est un édifice religieux de culte catholique situé à Coyoacán. C'est l'un des symboles de la ville et l'un des meilleurs exemples de l'architecture baroque latino-américaine.